# Brendan Muldowney
Brendan Muldowney és un guionista i director de cinema irlandès, i es va graduar a la National Film School of Ireland i a l'Institut d'Art, Disseny i Tecnologia de Dún Laoghaire.

## Carrera
Després de graduar-se a la National Film School of Ireland, Muldowney va escriure i dirigir 9 curtmetratges guanyadors de premis. "Innocence" va guanyar el premi Tiernan McBride al millor curt de ficció al Galway Film Fleadh el 2002 entre molts altres, mentre que "The Ten Steps" ha guanyat diversos premis, com ara el millor curt al XXXVII Festival Internacional de Cinema Fantàstic de Catalunya i al Festival de Cinema de Kerry.
El seu primer llargmetratge de 2009 Savage va ser nominat a 6 premis de cinema i televisió irlandesos i va ser nominat al premi Estrella en ascens de l'IFTA. La seva segona pel·lícula, Love Eternal del 2013, s'ha presentat a més de 80 festivals d'arreu del món i va ser guanyadora del premi 'Dublin critics circle' a la millor pel·lícula irlandesa al Festival de Cinema de Dublín 2014. La seva pel·lícula del 2017 Pilgrimage protagonitzada per Tom Holland, Jon Bernthal i Richard Armitage, es va estrenar al Festival de Cinema de Tribeca i venut a diversos territoris, inclosos els Estats Units i el Regne Unit.
Dirigiria la pel·lícula de terror The Cellar, protagonitzada per Elisha Cuthbert i Eoin Macken.

## Filmografia
Curtmetratges
| Any  | Títol                     | Director | Guionista | Productor |
| ---- | ------------------------- | -------- | --------- | --------- |
| 1994 | The Blind Lemmings Story  | Sí       | Sí        | No        |
| 1999 | The Message               | Sí       | No        | No        |
| 2002 | Innocence                 | Sí       | Sí        | Sí        |
| 2003 | Church of Acceptance      | Sí       | Sí        | No        |
| 2003 | The Honourable Scaffolder | Sí       | No        | Sí        |
| 2004 | Beauty Queen              | Sí       | Sí        | No        |
| 2004 | The Ten Steps             | Sí       | Sí        | No        |
| 2006 | Final Journey             | Sí       | Sí        | No        |

Llargmetratge
| Any  | Títol                        | Director | Guionista | Productor executiu |
| ---- | ---------------------------- | -------- | --------- | ------------------ |
| 1998 | Retribution in the Year 2050 | Sí       | Sí        | No                 |
| 2009 | Savage                       | Sí       | Sí        | No                 |
| 2013 | Love Eternal                 | Sí       | Sí        | No                 |
| 2017 | Pilgrimage                   | Sí       | No        | No                 |
| 2022 | The Cellar                   | Sí       | Sí        | Sí                 |